# Comètes de Montrabé
Pour la série télévisée, voir Les Comètes (série télévisée d'animation).
 (mars 2019).
Stade
Maillots
Les Comètes de Montrabé sont un club de football américain implanté à Montrabé, près de Toulouse, qui a vu le jour en 1991 à la suite d'une scission chez le club voisin des Ours de Toulouse.[réf. nécessaire]
Ils évoluent en Division 3 Casque d'Argent[réf. nécessaire]

## L'histoire du Club

### La mise en orbite en 1991
L’association les Comètes a été créée en 1991, le nom de l’association a été choisi en relation avec le développement technologique de la ville de Toulouse.[réf. nécessaire]
Le club des Comètes a été le premier club du grand sud ouest à obtenir un titre de champion de France de football américain (3e division «Casque de Bronze» en 1994).[réf. nécessaire]
Les Comètes obtiennent la montée en Elite (« Casque de Diamant ») pour la saison 1998 après seulement 5 saisons en Championnat de France.[réf. nécessaire]
Malheureusement relégué en seconde division à l’issue de cette saison l’association est confrontée à un problème de taille : la perte de ses infrastructures.[réf. nécessaire]
C’est le début d’une période difficile qui verra quand même l’équipe fanion devenir Championne grand sud ouest en 1999 et la victoire au tournoi « Grand Sud » de Marseille en 2000.[réf. nécessaire]

#### 2000 - Création des Raptors de Bouloc
En 2000 des éducateurs des Comètes ont formé une école de football américain sur Bouloc nommée : Les Raptors. Ce nouveau club orienté sur les jeunes a créé la première section minime de France et a formé deux joueurs de l’équipe de France Junior.[réf. nécessaire]

### 2002 - La "reprise" à Montrabé
En 2002 la direction club est reprise par certains joueurs et l’équipe première retrouve le chemin des phases finales dans son nouveau stade de Montrabé. Les efforts du nouveau bureau sont récompensés par l’obtention du label fédéral « structuration » (1er niveau sur 4).[réf. nécessaire]

### 2008 - La fusion avec les Raptors de Bouloc
Dès la fin de la première saison l’équipe fanion a atteint les quarts de finale du championnat de France et l’organisation s’est vu décerner le label « développement » (2nd niveau fédéral).
Depuis cette fusion et l'apport de matériel et de personnel, les Comètes sont présentes durablement en Division 3 et peuvent ainsi se permettre de penser à la montée en D2 Casque d'Or.

### 2011 - Changement de direction
Lors de la saison 2012-2013, les Comètes réalisent une "saison parfaite". c'est-à-dire que l'équipe a remporté tous ses matchs de saison régulière. Ils échoueront aux portes de la Deuxième Division en s'inclinant 45 à 12 face aux futurs champions, les Falcons de Bron-Villeurbanne.

### 2015 - la marée Bleu de retour
Deux ans après leur défaite contre les Falcons de Bron-Villeurbanne , les Comètes réitères l'exploit avec une nouvelle saison parfaite , mais échoueront à nouveau aux portes de la 2e Division face aux Futurs Champions de France  , les Hurricanes de Montpellier.[réf. nécessaire]

### 2017 - Changement de Bureau
En cette fin d'année sportive , nouvelles équipes au bureau des Comètes.[réf. nécessaire]
Deux joueurs , Yves Nolland (Président) et Frédéric Chaouat (Vice-Président) reprennent la relève du club et créent la 1re section féminines des Comètes.[réf. nécessaire]

## Sections par classe d'âge
Le club des Comètes comporte 4 sections :[réf. nécessaire]
- Les Minimes (12 à 14 ans)
- Les Cadets (15 à 16 ans)
- Les Juniors (17 à 19 ans)
- Les Séniors (+ de 20 ans)

## Palmarès
- Champion de France D3 : 1994[réf. nécessaire]
- Demi-finaliste D2 : 1995[réf. nécessaire]
- Huitième de finale D2 : 1996, 1997, 2002[réf. nécessaire]
- Champion du grand Sud Ouest : 1999[réf. nécessaire]
- Huitième de finale D3 : 2003, 2004, 2005, 2006, 2010,2017,2018[réf. nécessaire]
- Quart de finale D3 : 2009, 2012[réf. nécessaire]
- Demi-finale D3 : 2013,2015[4]